# Philippine Schick
Philippine Schick   (Bonn, 9 de febrer de 1893 - Múnic, 13 de gener de 1970) va ser una compositora i professora universitaria alemany.

## Biografia
Philippine Schick era filla de Joseph Schick, professor d'anglès a Munic des de 1897, i de la seva dona Mary Butcher, que venia d'Anglaterra. Va créixer bilingüe, va prendre classes de piano a partir dels vuit anys i després classes de violí. Als tretze anys va provar l'escriptura i va compondre les seves primeres cançons i peces per a piano. L'any 1910, després de graduar-se a l'escola de noies, va aprovar l'examen de mestra i va començar a estudiar. El seu pare es va negar a finançar-li els estudis de composició perquè no donava possibilitats d'èxit a una noia. Schick, que tenia un gran interès per les llengües, va estudiar inicialment llengües i literatures antigues així com matemàtiques a la Universitat de Munic. També va aprendre caràcters xinesos i jeroglífics egipcis.
Quan el seu pare va ser reclutat a l'esclat de la Primera Guerra Mundial el 1914, es va matricular a la Reial Acadèmia de Música de Munic per iniciativa pròpia. Entre els seus professors hi havia Friedrich Klose, August Schmid-Lindner, Hermann Zilcher i Wolfgang Ruoff. També va poder convèncer el seu pare del seu progrés i va aprovar l'examen el 1918. Després es va dirigir a Hermann Wolfgang von Waltershausen, a qui li va presentar el seu quartet de corda, i ell la va acceptar com a estudiant particular. Es va casar amb ell l'any 1927. L'any següent va donar a llum la seva filla Leonore (Lore). Com que Waltershausen no li va permetre prou llibertat al seu treball artístic i, en canvi, la necessitava com a cuinera i secretària, Schick es va divorciar d'ell el 1932.

Des de 1924 va ser ella mateixa professora de música. A la Societat d'artistes femenines alemanyes i austríaques (GEDOK) va ser cofundadora del grup d'especialistes en música.

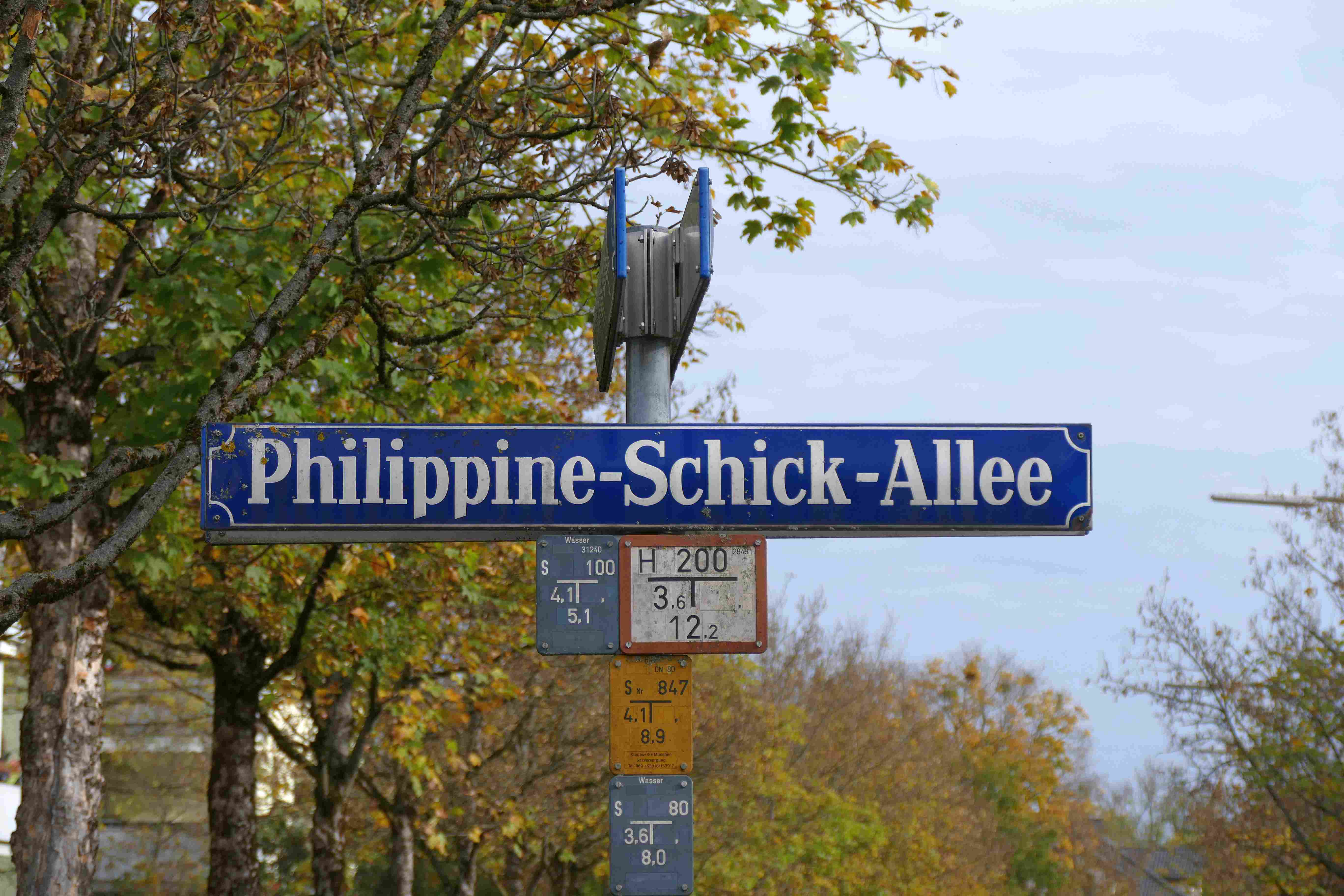
El Phillipine-Schick-Allee de Munic

Durant l'època nazi, va arribar a un acord amb el règim per poder continuar actuant. Un intent de concert a l'abril de 1933 amb Lotte Leonard va provocar un escàndol i va ser expulsada del GEDOK. Al cap d'un any, però, Schick es va poder tornar a unir i ja no va ser assetjada a finals dels anys 30 fins i tot es va convertir en assessora musical del Reichs GEDOK. Schick era membre de l'Associació de Dones Alemanya, però es va mantenir fora dels esdeveniments del partit. L'"artista apolítica" va rebutjar un plantejament de Mathilde Ludendorff, per exemple. Va impartir cursos per a adults de música, va actuar (en una gira per set ciutats alemanyes el 1939) i es va formar com a directora. L'any 1940 va escriure la crida a interpretar les nostres compositores per tal de cridar l'atenció com a artista, cosa que va aconseguir: al costat de Grete von Zieritz, va ser una de les "compositores serioses" més conegudes durant el Tercer Reich. La meitat de les seves composicions provenen del període comprès entre 1933 i 1942; també es van representar gairebé totes. De 1941 a 1943 va publicar sobre les dones que componien i va posar èmfasi en els seus estrictes estàndards per compondre.
De 1946 a 1956 va ser professora de teoria musical i anglès a la Universitat de Munic. Entre els seus estudiants de música hi havia Horst Leuchtmann i Rolf Agop. També va conèixer Aloys Fleischmann. També va publicar obres en anglès.
Schick es va caracteritzar com una personalitat altament orientada als èxits que sempre es va empènyer per aconseguir l'èxit o superar els èxits anteriors. Després de la seva mort, les seves obres poques vegades es representen.

## Honors
- Premi d'Art Schwabing (1963)
- A Munic, el Philippine-Schick-Allee va ser nomenat en el seu honor.